# Батар, Туссен
Туссе́н Бата́р (фр. Toussaint Bastard, Batard; 1784—1846) — французский врач и ботаник.

## Биография
Туссен Батар родился 2 февраля 1784 года в коммуне Шалонн-сюр-Луар в Анжу. Учился на врача в Парижском университете, затем работал врачом в больнице Отель-Дьё в Анже. С 1807 по 1816 Батар работал директором Сада растений Анже. В 1809 году он был назначен куратором Музея естественной истории.
Во время периода Ста дней Батар сопровождал Наполеона. После его отречения от престола продолжил обучение медицине в Париже. В 1817 году получил степень доктора медицины, затем обосновался в своём родном Шалонн-сюр-Луар, занимаясь врачеванием. В 1821 году путешествовал по Лангедоку.
Скончался 27 июня 1846 года в Шалонн-сюр-Луар.
Гербарий растений Туссена Батара был оставлен Ботаническому музею Анже (ANG), где он и хранится в настоящее время.

## Некоторые научные публикации
- Bastard, T. Essai sur la flore du département de Maine et Loire. — Angers, 1809. — 415 p.
- Bastard, T. Notice sur les végétaux les plus intéressans du Jardin des plantes d'Angers. — Angers, 1810. — 272 p.

## Роды растений, названные в честь Т. Батара
- Bastardia Kunth, 1822